# Бамбошек, Джузеппе
Джузеппе Мария Бамбошек (итал. Giuseppe Maria Bamboschek; 12 июня 1890, Триест — 24 июня 1969, Нью-Йорк) — американский дирижёр и импресарио итальянского происхождения.
Учился в своём родном городе у своего дяди Эузебио Курелли (фортепиано и орган) и Карло Перинелло (композиция). С 13 лет выступал как органист в триестской церкви Святого Иакова, в 16 лет дебютировал как хоровой дирижёр, в восемнадцатилетнем возрасте дирижировал в Триесте операми Гаэтано Доницетти «Дон Паскуале» и Карло Педротти «Все в масках». Затем некоторое время работал в Болгарии, а в 1913 году перебрался в США, первоначально как аккомпаниатор певца Паскуале Амато. В том же году по рекомендации Артуро Тосканини был принят в штат Метрополитен-оперы как дирижёр на замену, но быстро нашёл себе место в основном составе дирижёров, а с 1916 года исполнял также обязанности генерального менеджера театра. Гастролировал также с европейскими оркестрами, в 1924 году дирижировал Берлинским филармоническим оркестром (21 июня, среди прочего — первым в истории коллектива исполнением увертюры к опере Джузеппе Верди «Сицилийская вечерня»). После ухода из Метрополитен в 1930—1932 гг. возглавлял городскую оперу в Сент-Луисе. С 1939 года и до конца жизни руководил оперными театрами в Филадельфии. В 1947 году пригласил для оперного дебюта певицу Беверли Силлс. Одновременно на протяжении 1940-х гг. сотрудничал с гастрольной оперной труппой Чарльза Вагнера, в середине 1950-х гг. был музыкальным руководителем программы «Оперные камео» американской телевизионной сети DuMont. Был женат на сопрано Каролине Гидони (1889—1974).